# أماندا ليديسما
أماندا ليديسما (بالإسبانية: Amanda Ledesma) هي مغنية وممثلة أرجنتينية، ولدت في 31 ديسمبر 1911 في بوينس آيرس في الأرجنتين، وتوفيت بنفس المكان في 19 فبراير 2000.

## وصلات خارجية
- أماندا ليديسما على موقع IMDb (الإنجليزية)
- أماندا ليديسما على موقع ميوزك برينز (الإنجليزية)
- أماندا ليديسما على موقع ديسكوغز (الإنجليزية)
- أماندا ليديسما على موقع قاعدة بيانات الفيلم (الإنجليزية)